# David Spence
David Spence (Inverkeithing, 1818 – Lambeth, 17 aprile 1877) è stato un militare inglese insignito con la Victoria Cross, l'onorificenza più alta e prestigiosa per il valore di fronte al nemico che può essere concessa alle forze armate britanniche e del Commonwealth.

## Biografia
Spence era nato in Scozia ed entrò nel 9th Queen's Royal Lancers nel 1842. Quando aveva circa 40 anni, ed era sergente maggiore di truppa durante i moti indiani del 1857, il 17 gennaio 1858 a Shunsabad in India compì il gesto che gli meritò l'alta onorificenza:
Data dell'Atto di Coraggio, 17 gennaio 1858

Per il notevole coraggio [dimostrato] il 17 gennaio 1858, a Shunsabad, andando in aiuto del soldato Kidd, che era stato ferito, ed il suo cavallo atterrato, e sottraendolo ad un gran numero di ribelli.
Dispaccio dal maggior generale Sir James Hope Grant, K.C.B., in data 8 aprile 1858.»
In seguito arrivò al grado di Regimental Sergeant Major e nel 1862 entrò a far parte dei Yeomen of the Guard.
La sua medaglia è in mostra oggi presso il museo del reggimento 9th/12th Lancers nel Derby Museum and Art Gallery.